# Szövérdi Ferenc
Szövérdi Ferenc (Kolozsvár, 1912. június 7. – Kolozsvár, 1971. szeptember 1.) erdélyi magyar agrármérnök, mezőgazdasági és méhészeti szakíró, id. Seyfried Károly fia, Szövérdi Károly testvére.

## Életútja, munkássága
Kolozsvári középiskolai tanulmányai után ugyanitt, a Felsőbb Mezőgazdasági Akadémián szerzett agrármérnöki diplomát 1935-ben, majd doktorált 1945-ben. 1949-ig az Erdélyi Magyar Gazdasági Egyesületben dolgozott Nagy Miklóssal együtt, ez idő alatt számos cikke jelent meg az Erdélyi Gazdában – amelynek egyik legtermékenyebb rovatszerkesztője is volt –, valamint az Erdélyi Gazda Könyvtára által kiadott füzetekben és az Erdélyi Gazda Naptárában.
1948-tól 1952-ig a kolozsvári Mezőgazdasági Akadémia magyar nyelvű karán az agrotechnika tanszék vezetője, előadótanár, majd 1952 és 1954 között a Területrendezési Vezérigazgatóság munkatársa. 1954–55 között a Mezőgazdasági Területrendezési Kutatási és Tervezőintézetnél dolgozott. 1955-től 1958-ig a Román Akadémia kolozsvári mezőgazdasági kutatóállomásának főkutatója, ezt követően az 1960-as évek közepéig a Kertészeti-Szőlészeti Kutatóintézet kolozsvári kísérleti állomásának, majd 1971-ig a drági mezőgazdasági termelőszövetkezet főmérnöke.
Az Erdélyi Méhész Egyesület főtitkára, később elnöke. Az Apicultura bukaresti folyóirat fordítójaként szerkesztette a Méhészet című lapot. Számos szakcikk írója, 1936–41-ben a kolozsvári Méhészeti Közlöny szerkesztője, 1945–49-ben felelős szerkesztője. Az Állami Kiadónál megjelent Sok mézet című könyve (1950) és a Mezőgazdasági Kiadónál napvilágot látott Talajvédelem című alapos munkája (1953) tapasztalatainak és elméleti tudásának összegezése, bár mindkettőt népszerűsítő szándékkal is írta.
„Életének egész folyamán – írja Sebők M. Péter – két kérdés foglalkoztatta szenvedélyesen: a talajvédelem és a méhészet. Lelkesen felvállalta az új eljárások kipróbálását és elterjesztését, elsőként alkalmazva Erdélyben a lejtős területeken az erózió ellen védő sáncolást, a Kund-féle sáncoló eke használatát. Kidolgozta a különböző más eszközökkel (ekével, tárcsával, stb.) való művelhető sánc előállításának technológiáját” (Erdélyi Gazda, 1998. július).

## Fontosabb szakcikkei
- A vetőmag csírázóképességének ellenőrzése (Erdélyi Gazda, 1938. március);
- Könnyen elkészíthető mintatrágyatelep (Erdélyi Gazda, 1938. május);
- Védekezés a peronoszpóra ellen (Erdélyi Gazda, 1938. július);
- A cukorrépa termelési költségeinek csökkentése (Erdélyi Gazda, 1938. szeptember);
- A cikcakkos boronálás (Erdélyi Gazda, 1939. február);
- Az egészséges kukoricatermesztés. 1–3. (Erdélyi Gazda, 1939. április–június); *Építsünk erjesztő vermet! (Erdélyi Gazda, 1939. július);
- Veszélyben a szántóföld – sáncoljunk! (Erdélyi Gazda, 1941. szeptember)

## Kötetei
- Kétszerezzük meg a kukorica termését! Útmutató az erdélyi kukoricaverseny résztvevőinek (Kolozsvár, 1941. Az EMGE Gazdaköri Könyvtárának Füzete);
- Két tanulmány (Nagy Miklóssal, EMGE Gazdaköri Könyvtárának Füzete, 1946);
- A tarlóhántás a nagy termés nyitja (Bukarest, 1949);
- Sok mézet (Bukarest, 1950);
- Talajvédelem (Bukarest, 1953);
- Mezőgazdasági fásítás (Zeno Spirchezzel, Bukarest, 1955; 2. kiad. 1960);
- A szántóföldi talajvédelem egyszerű eljárásai (társszerző Lucian Golgoţiu, Bukarest, 1960).

Társszerkesztője volt az EMGE kiadásában megjelent Erdélyi mezőgazdasági munkatervnek (Kolozsvár, 1944).
Társfordítója az Agrotechnikai leckék c. kézikönyvnek (Bukarest, 1958) és a M. Moţoc – Fl. Trăşculescu Talajpusztulás, talajvédelem a mezőgazdasági területeken c. kiadványnak (Bukarest, 1959).